# Vukov spomenik
Vukov spomenik, appelé familièrement Vuk (en serbe cyrillique : Вуков споменик, « le Monument de Vuk »), est un quartier de Belgrade, la capitale de la Serbie. Il est situé au tripoint des municipalités de Zvezdara, Palilula et Vračar. En 2002, il comptait 11 379 habitants.

## Localisation
Le quartier de Vukov spomenik est situé au carrefour du Bulevar kralja Aleksandra (le « Boulevard du roi Alexandre ») et de la rue Ruzveltova, dans la vallée située entre les pentes nord-est de la colline de Vračar et les pentes ouest de la colline de Zvezdara. Il est entouré par les quartiers de Tašmajdan à l'ouest, ceux de Palilula et de Hadžipopovac au nord (dans la municipalité de Palilula), ceux de Slavujev venac au nord-est et de Đeram au nord (dans la municipalité de Zvezdara) et ceux de Krunski venac et de Kalenić au sud.

## Histoire

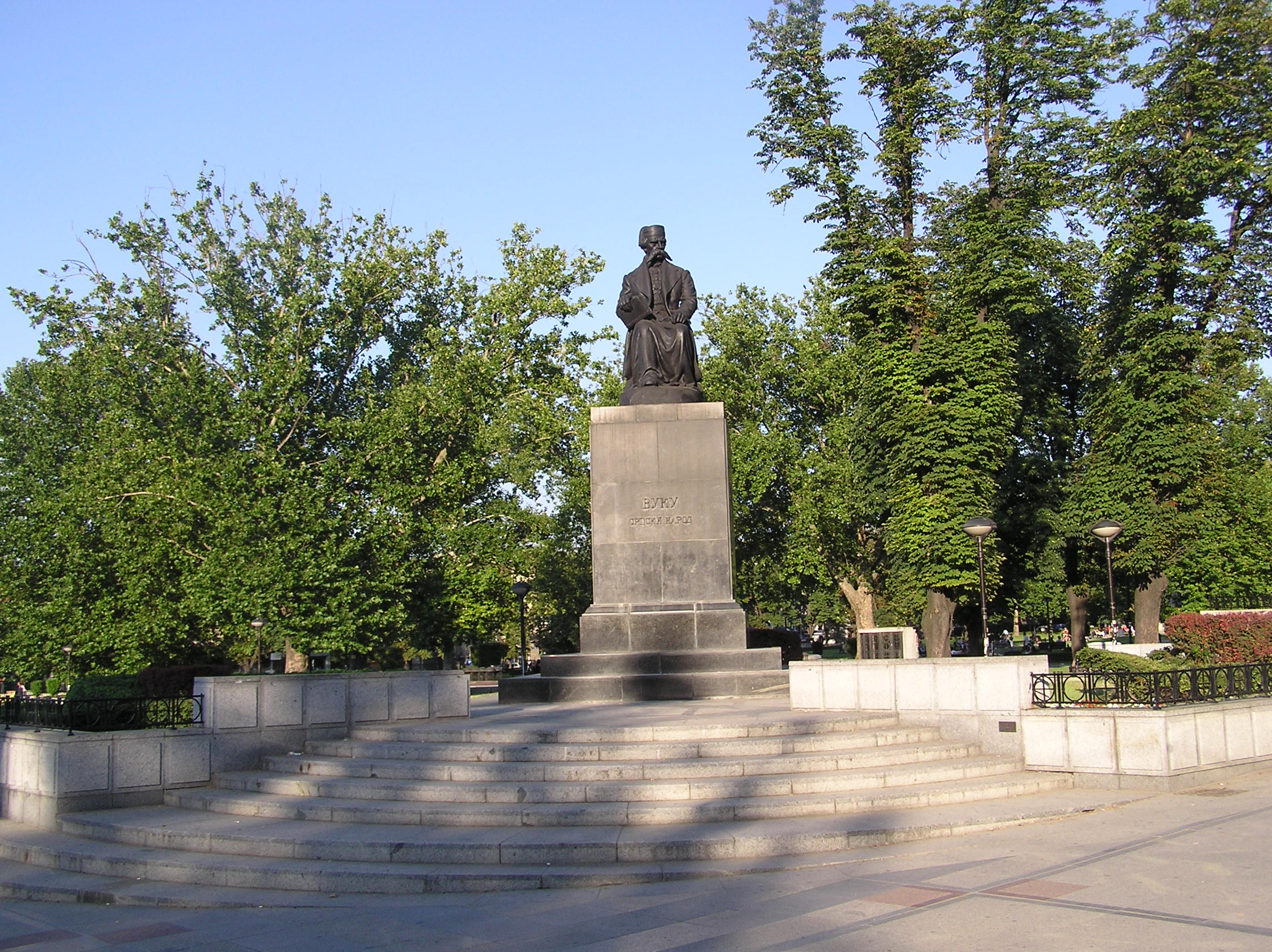
Le monument de Vuk Stefanović Karadžić

Jusque dans les années 1930, l'actuel quartier était un faubourg de Belgrade. Un terrain de football y fut installé et le plus ancien campus de Serbie y fut construit en 1928. L'un des donateurs qui permirent ce campus était le roi Alexandre Ier de Yougoslavie ; en son honneur le campus porta son nom. Avant la Seconde Guerre mondiale, le campus servait aussi de siège à la Grande loge des francs-maçons du Royaume. En 1937, à l'angle du Bulevar kralja Aleksandra et de la rue Ruzveltova, un monument fut érigé en l'honneur de Vuk Stefanović Karadžić, le grand réformateur de la langue serbe ; cette œuvre, due au sculpteur Đorđe Jovanović, célébrait les 150 ans de la naissance du linguiste. Le quartier tout entier fut nommé d'après ce monument. Vukov spomenik devint un secteur académique, avec une bibliothèque universitaire, les Archives de Serbie et des Facultés techniques. Un parc fut aménagé autour du monument et il reçut le nom des saints Cyrille et Méthode, les évangélisateurs de la Serbie.

## Caractéristiques
Vukov spomenik est une communauté locale (en serbe : Месна заједница et Mesna zajednica), c'est-à-dire une subdivision administrative, de la municipalité de Zvezdara. Vukov spomenik reste un quartier académique. L'assemblée municipale de Zvezdara y est située, ainsi que de nombreux théâtres et cinémas.

## Transport
En raison de son emplacement au carrefour de voies de communications particulièrement fréquentées, Vukov spomenik est un quartier à la circulation dense. La gare de Vukov spomenik est également l'une des stations souterraines du futur métro léger de Belgrade ; pour le moment, elle fait partie du réseau express régional Beovoz, qui relie Nova Pazova (dans la province de Voïvodine), Belgrade (en Serbie centrale) et Pančevo (de nouveau en Voïvodine).

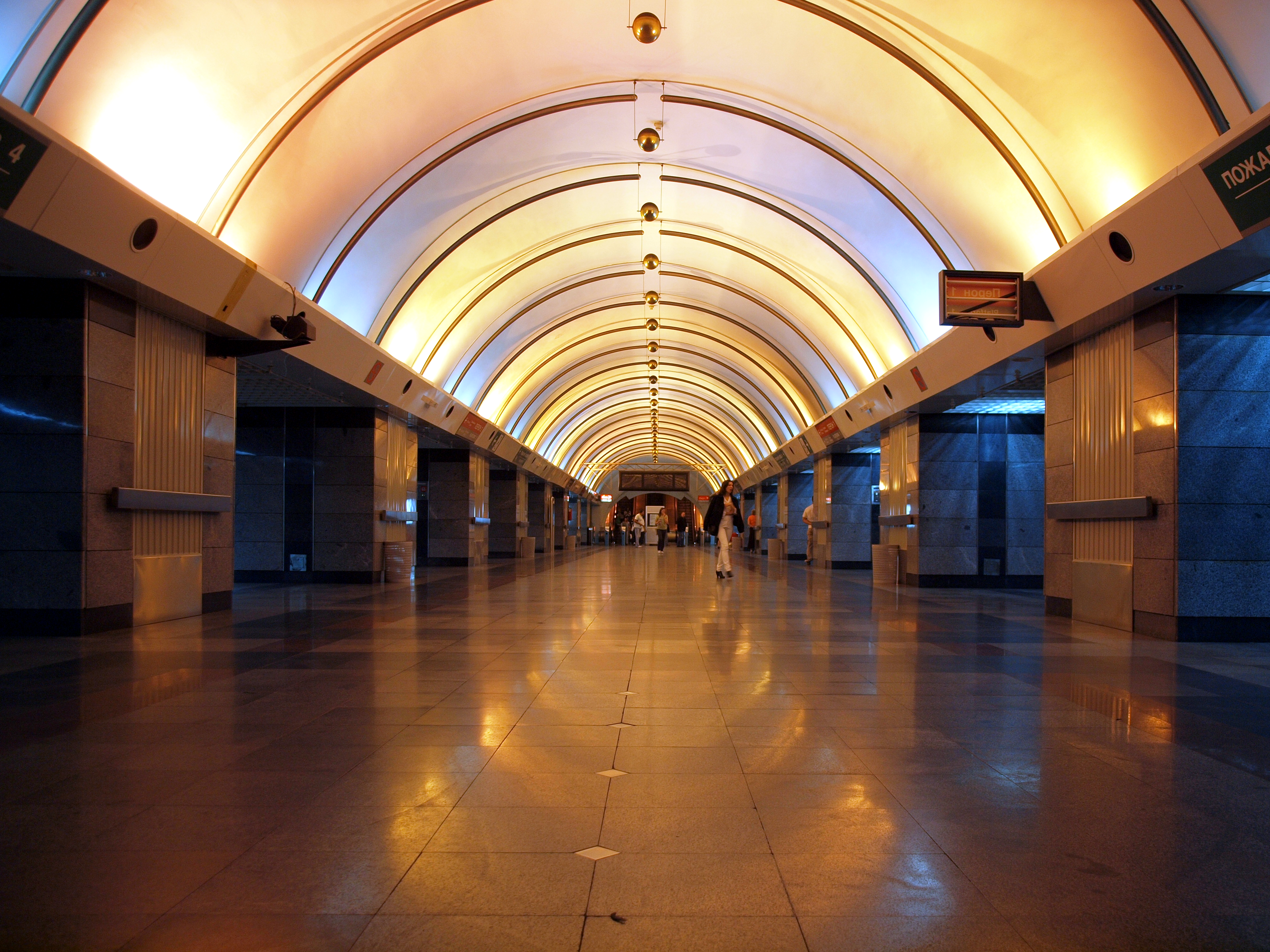
La station souterraine de Vukov spomenik sur le réseau Beovoz

Vukov spomenik sert de terminus à deux lignes d'autobus de la compagnie GSP Beograd : la ligne 27L (Vukov spomenik – Mirijevo), la ligne 32 (Vukov spomenik – Višnjica). La ligne 2 de tramway (Port de Belgrade – Vukov spomenik – Port de Belgrade), une ligne circulaire, dessert le quartier.